# Regionalne Centrum Informatyki Wrocław
Regionalne Centrum Informatyki Wrocław im. płk. Gwido Karola Langera – oddział wojsk łączności podlegający Dowództwu Komponentu Wojsk Obrony Cyberprzestrzeni.

## Historia i tradycje
W marcu 1946 roku z Katowic do Wrocławia przeniesiono dowództwo Śląskiego Okręgu Wojskowego. W tym samym czasie na bazie frontowego 4. batalionu łączności kablowo-liniowej stacjonującego w koszarach wojskowych na Klecinie sformowano Węzeł Łączności, który wchodził w jego skład etatowy.
Rozkazem Ministra Obrony Narodowej Nr 0115/ORG z dnia 5 października 1950 roku powołano Węzeł Łączności Dowództwa Śląskiego Okręgu Wojskowego. Jako samodzielny pluton, pododdział otrzymał numer identyfikacyjny JW 1053 i pieczęcie.
W 1957 roku stacjonarny Węzeł Łączności dowództwa Śląskiego Okręgu Wojskowego przeszedł na strukturę etatową, powiększono go do rozmiaru kompanii i zmieniono jego miejsce stałej dyslokacji na koszary na Klecinie. Tam też w późniejszym okresie powstała druga kompania - radiowa. Kompanie te wyposażone w polowe środki łączności zapewniały łączność dowództwu Śląskiego Okręgu Wojskowego w czasie ćwiczeń i wykonywały swoje zadania, aż do pożaru w lutym 1980. Do wiosny 1983 roku sztab jednostki z dwoma kompaniami i administracją funkcjonował w koszarach na Sołtysowicach.
W 1960 roku jednostka przyjęła od Ministerstwa Łączności dwa nowe obiekty: w Wilczynie powstało Radiowe Centrum Nadawcze, a w Głuchowie Górnym Radiowe Centrum Nadawczo-Odbiorcze, które miały zapewnić stacjonarną łączność radiową z Ministerstwem Obrony Narodowej oraz łączność z armią i frontem w czasie osiągania Wyższych Stanów Gotowości Bojowej. W tym samym czasie zorganizowano wydzielony Węzeł Łączności dla potrzeb Wysuniętego Stanowiska Dowodzenia ŚOW w Oleśnicy. Garnizonowy Węzeł Łączności w Oleśnicy funkcjonował do września 1995 roku, czyli do momentu przekazania go do Centrum Szkolenia Inżynieryjno-Lotniczego w Oleśnicy.
Zgodnie z Decyzją Ministra Obrony Narodowej Nr Z-63/ORG/P1 z 6 grudnia 2005 roku, z dniem 1 stycznia 2007 roku utworzony został Regionalny Węzeł Łączności we Wrocławiu, a Decyzją Nr 345/MON z 16 lipca 2008 roku przejęto tradycje:
- Węzła Łączności Śląskiego Okręgu Wojskowego (1950-2002)
- Garnizonowego Węzła Łączności Wrocław (2003-2006)

oraz ustanowiono doroczne święto jednostki przypadające na dzień 5 października.
Decyzją MON Nr Z-22/Org./P1 z 9 marca 2011 r. Regionalny Węzeł Łączności we Wrocławiu wraz ze Śląskim Okręgiem Wojskowym został rozformowany.
Zgodnie z Decyzją Ministra Obrony Narodowej Nr PF-2/Org./P6 z 5 maja 2011 roku powołany został do życia Region Wsparcia Teleinformatycznego we Wrocławiu przejmując tradycje:
- Węzła Łączności Śląskiego Okręgu Wojskowego (1950-2002);
- Garnizonowego Węzła Łączności Wrocław (2003-2006);
- Regionalnego Węzła Łączności we Wrocławiu (2007-2011);
- Regionalnego Węzła Łączności w Poznaniu.

Głównym zadaniem RWT było zaspokojenie potrzeb funkcjonowania systemów teleinformatycznych wszystkich jednostek i instytucji wojskowych dyslokowanych w obszarze swojej odpowiedzialności na terenie województw dolnośląskiego, wielkopolskiego, łódzkiego, lubuskiego, opolskiego i śląskiego, za pomocą dwóch Rejonów Obsługi Abonentów - ROA Wrocław oraz ROA Poznań, wraz z ich 18 Węzłami Łączności.
W związku z przeformowaniem Inspektoratu Systemów Informacyjnych i jednostek podporządkowanych do nowych struktur organizacyjnych Rozkazem Szefa Inspektoratu Systemów Informacyjnych Nr 97/17 z 7 grudnia 2017 roku, z dniem 1 stycznia 2018 roku powołano Regionalne Centrum Informatyki Wrocław, które powstało poprzez połączenie Regionu Wsparcia Teleinformatycznego we Wrocławiu, Zespołu Zarządzania Wsparciem Teleinformatycznym we Wrocławiu oraz wydzielonych Węzłów Teleinformatycznych z 1. Rejonu Wsparcia Teleinformatycznego Sił Powietrznych (WT Wrocław, WT Śrem, WT Skwierzyna).
Decyzją Nr 11/MON Ministra Obrony Narodowej z 15 lutego 2021 r. wprowadzono odznakę pamiątkową, oznakę rozpoznawczą oraz proporczyk na beret żołnierzy Regionalnego Centrum Informatyki Wrocław.

Insygnia
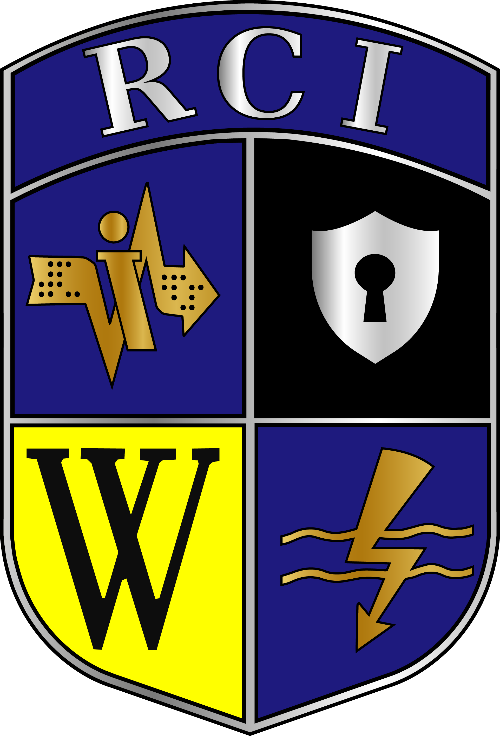
Oznaka rozpoznawcza na mundur wyjściowy
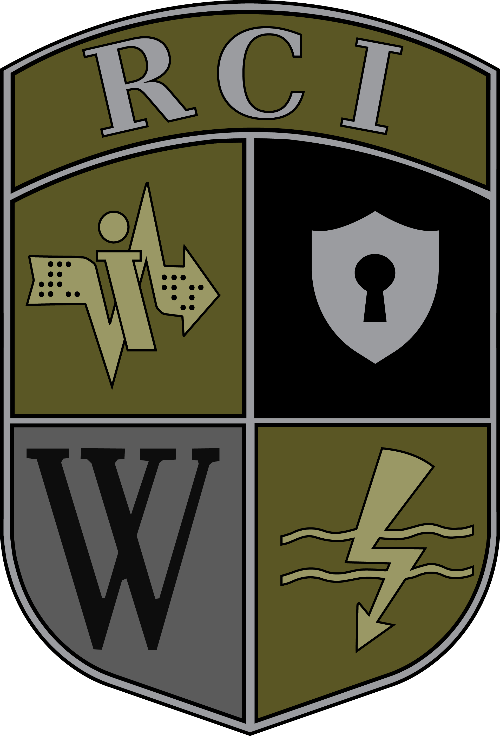
Oznaka rozpoznawcza na mundur polowy
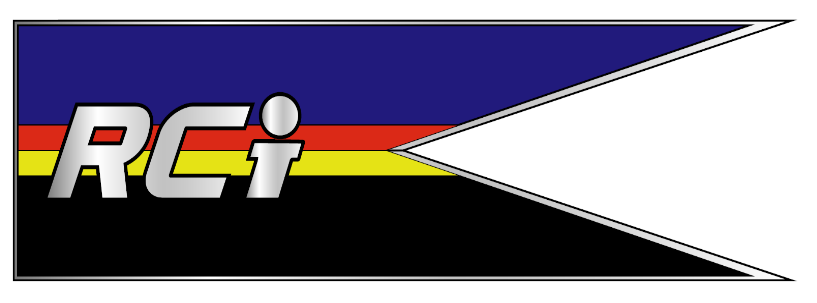
Proporczyk na beret

27 listopada 2023 minister obrony narodowej nadał Centrum imię płk. Gwido Karola Langera.

## Zadania
Regionalne Centrum Informatyki Wrocław jest jednostką wojskową podporządkowaną dyrektorowi Narodowego Centrum Bezpieczeństwa Cyberprzestrzeni i przeznaczoną do zapewnienia wsparcia teleinformatycznego dla potrzeb kierowania, dowodzenia i współdziałania Sił Zbrojnych RP w czasie pokoju, stanów kryzysowych i wojny, poprzez utrzymanie stacjonarnych systemów teleinformatycznych, w tym systemów transmisyjnych, komutacyjnych, sieci transmisji danych, łączności radiowej, radioliniowej, satelitarnej oraz systemów informatycznych, systemów bezpieczeństwa oraz wojskowej poczty polowej, w przydzielonym regionie odpowiedzialności, zapewniając ciągłość ich działania i jakość świadczonych usług.

## Struktura organizacyjna
- Wydział Sieci Teleinformatycznych;
- Wydział Informatycznych Systemów Zarządzania Wiedzą;
- Wydział Informatycznych Systemów Zarządzania Zasobami;
- Wydział Informatycznych Systemów Wsparcia Dowodzenia;
- Wydział Systemów Bezpieczeństwa Teleinformatycznego i Ochrony Informacji Niejawnych;
- Sekcja Zabezpieczenia Funkcjonowania Systemów Teleinformatycznych;
- Sekcja Ogólna;
- Sekcja Komunikacji Społecznej;
- Grupa Monitorowania Systemów Teleinformatycznych;
- Rejon Wsparcia Teleinformatycznego[7].

## Szefowie/komendanci
- por. Stanisław Wójtowicz – 1946-1949
- por. Mieczysław Białek – 1949-1952
- mjr Bogdan Burczyński – 1952-1968
- ppłk Marian Leśniewski – 1968-1971
- ppłk Henryk Majdzik – 1971-1974
- ppłk Ryszard Świerdowski – 1974-1979
- płk Wiesław Nurkowski – 1979-1985
- płk Marek Węc – 1985-1998
- ppłk Stanisław Słoniowski – 1998-2002
- ppłk Witold Modrzyński – 2002-2008
- ppłk Grzegorz Majchrzak – 2008-2011
- ppłk Robert Stańczyk – 2012-2017
- płk Tomasz Kostrzewa – 2017-obecnie[1]